# Sanchezia williamsii
Sanchezia williamsii är en akantusväxtart som beskrevs av Emery Clarence Leonard. Sanchezia williamsii ingår i släktet Sanchezia och familjen akantusväxter. Inga underarter finns listade i Catalogue of Life.